# Diözesansynode
Die Diözesansynode (synodus dioecesana) ist in der römisch-katholischen Kirche ein Beratungsorgan des Bischofs, das vom Bischof geschaffen wird, indem er Priester und andere Gläubige seiner Diözese zur Teilnahme einlädt (can. 460 CIC 1983). Nur der Diözesanbischof darf zu einer Diözesansynode einladen (can. 462 § 1 CIC). Der Bischof kann sie unterbrechen oder auflösen (c. 468 § 1 CIC) bei Vakanz oder Behinderung des bischöflichen Stuhls wird sie automatisch von Rechts wegen unterbrochen (can. 468 § 2 CIC). Erzbischöfe können für ihre gesamte Kirchenprovinz so genannte Provinzialsynoden einberufen. Es gibt geborene Teilnehmer an einer Synode (can. 463 § 1 CIC). Daneben kann der Bischof auch andere Kleriker, Mitglieder von Instituten des geweihten Lebens oder Laien (can. 463 § 2 CIC) als Synodalmitglieder und Nichtkatholiken als Beobachter (can. 463 § 3 CIC) einladen.  Der Bischof legt die Beratungsinhalte fest.
Auf einer Diözesansynode hat allein der Diözesanbischof gesetzgebende Gewalt, während die Synode nur beratendes Stimmrecht hat (can. 466 CIC). Das heißt, die Beschlüsse der Synode müssen vom Bischof erst in Kraft gesetzt werden, ehe sie Teil des Diözesanrechts werden.
Bis zum Zweiten Vatikanischen Konzil waren nur Kleriker zur Teilnahme an Synoden berechtigt. Papst Paul VI. hat die Diözesansynoden auch für Laien geöffnet, was auch im derzeit gültigen Kirchengesetzbuch von 1983 verankert wurde (cann. 460–468 CIC). Nichtkatholische Christen dürfen als Beobachter ebenfalls zu Diözesansynoden eingeladen werden.
Nach dem Codex Iuris Canonici von 1917 sollte jeder Bischof mindestens alle zehn Jahre eine Diözesansynode abhalten. Die jüngeren Bestimmungen des Kirchenrechts sind hierzu nicht klar. Absicht des Zweiten Vatikanums war es aber, die Abhaltung von Synoden zu erleichtern und auf diese Weise mehr Christen in die Verantwortung bei der Regelung kirchlicher Angelegenheiten einzubeziehen. So sollte das neue Kirchenverständnis – nicht mehr nur die hierarchische Ordnung, sondern Kirche als Volk Gottes – auf Bistumsebene verwirklicht werden. Trotzdem finden Diözesansynoden heute selten statt. Man greift stattdessen auf andere unverbindliche Beratungsgremien zurück.

## Weitere regionale Synoden (Auswahl)
- Niederländisches Pastoralkonzil (Pastoraal Concilie van de Nederlandse Kerkprovincie) (1966–1970) in Noordwijkerhout, mit Abschaffung des Pflichtzölibats (1979 durch niederländische Partikularsynode in Rom für nichtig erklärt)
- Salzburger Diözesansynode (1968),[1] Wiener Diözesansynode (1969–1971),[2] Linzer Diözesansynode (1970–1972),[3] St. Pöltner Diözesansynode (1971–1972),[4] Gurker Diözesansynode (1971–1972), inklusive Vereinbarung über die Verwendung der beiden Kärntner Landessprachen in der Liturgie[5]
- Würzburger Synode (1971–1975), Gemeinsame Synode der Bistümer in der Bundesrepublik Deutschland
- Synode 72 (1972) in der Schweiz
- Österreichischer Synodale Vorgang (1973–1974)[6]
- Pastoralsynode der Jurisdiktionsbezirke in der DDR (1973–1975)
- Dialog für Österreich (1997–1998)[6]
- Bistumssynode des Bistums Trier (2013–2016)
- Synodaler Weg (seit 2019)